# Nielsen USTA Pro Tennis Championship 2008
Il Nielsen USTA Pro Tennis Championship 2008 è stato un torneo di tennis facente parte della categoria ATP Challenger Series nell'ambito dell'ATP Challenger Series 2008. Il torneo si è giocato a Winnetka negli Stati Uniti dal 30 giugno al 6 luglio 2008 su campi in cemento e aveva un montepremi di $50 000.

## Vincitori

### Singolare
Rajeev Ram ha battuto in finale  Scoville Jenkins con il punteggio di 7–5 6–4

### Doppio
Todd Widom /  Michael Yani hanno battuto in finale  Ti Chen /  Rubin Statham con il punteggio di 6–2 6–2